# Hyponephele lupinus
Hyponephele lupinus é uma espécie de insetos lepidópteros, mais especificamente de borboletas pertencente à família Nymphalidae.
A autoridade científica da espécie é O. Costa, tendo sido descrita no ano de 1836.
Trata-se de uma espécie presente no território português.